# 五万石印・いよた家具
五万石印・いよた家具株式会社（ごまんごくじるし・いよたかぐ、英: GOMANGOKUJIRUSHI IYOTAKAGU CO.,LTD.）は、愛知県岡崎市に店舗・事務所を置く家具販売会社。
「五万石印・いよた家具」の屋号で家具・インテリアの小売を行っている。

## 概要
1908年に創業した家具販売会社。
近年では家具のコーディネート提案に力を入れ、愛知県内であれば、無料の出張コーディネートも行っている。

## 沿革
- 1908年（明治41年）初代伊豫田鉱蔵が前身の会社である(資)伊豫田家具和洋製作所を創立し、注文家具の製造を開始。
- 1955年（昭和30年）2代目伊豫田持が伊豫田家具製作所を八帖北町にて兄弟と共同で設立。
- 1960年（昭和35年）全国で初めて箪笥の量産に成功、高度成長の波に乗り、急成長する。
- 1973年（昭和48年）2代目伊豫田持が五万石家具販売株式会社を設立し、家具の卸売業と小売業を開始。
- 1977年（昭和52年）岡崎・豊田市の248号線沿いに小売店を3店舗出店。
- 1991年（平成3年）卸品を国内商品だけでなく、東南アジア及びヨーロッパからの輸入商品まで拡大する。
- 2002年（平成14年）伊豫田家具製作所と五万石家具販売株式会社を廃業する。
- 2003年（平成15年）3代目伊豫田裕保が五万石トレーディング株式会社として家具の輸入・卸売業を中心に再出発する。
- 2011年（平成23年）真福寺町の倉庫にて家具の小売販売を開始。
- 2013年（平成25年）販売店の屋号を「五万石印・いよた家具」に変更。
- 2014年（平成26年）「F-ROOM」としてインターネット販売に参入。
- 2021年（令和3年）社名を五万石印・いよた家具株式会社に変更。

## 事業所
- 店舗兼倉庫 （愛知県岡崎市真福寺町）

## 記事掲載
- 2018年8月1日 中部経済新聞社　「木製おもちゃ、パズル販売」[1]
- 2021年3月19日 中部経済新聞社　「家具のコーディネート提案に力」[2]